# Brno Kabužić
Grof Bernard-Brno Kabužić-Crijević /Kaboga-Cerva; tal. conte Bernardo Caboga-Cerva/ (Dubrovnik, 6. veljače 1785. – Beč, 19. studenoga 1855.) bio je plemić Dubrovačke Republike i austrijski general.
Porijeklom iz stare dubrovačke plemićke obitelji Kaboga - Kabužić, inženjer, 1803. služi kao 'oberleutnant' (nadporučnik) (OF-1) u kartografskom odjelu, 1806. godine učvrstio je Trst, 1809. obranio je Prijevoj Lueg u današnjoj Austriji, 1813. dodijeljen je vojsci švedskog prijestolonasljednika. Nakon raznih diplomatskih poslanja: na Jonske otoke, u Albaniju i Crnu Goru, nakon revolucije 1820., pri okupaciji Napulja 1821. – 1827. s princom Hessen-Homburga pri ruskom zapovjedništvu, 1831./'32. u zapovjedništvu maršala Diebiča i Paskeviča, nakon toga radio je na utvrđivanju Dalmacije i Češke te kao zapovjednik minerske postrojbe. Između 1836. – 1838. je na modenskom dvoru, gdje pomaže sinovima modenskog kneza, zatim je imenovan zapovjednikom modenskih utvrda. Godine 1838. postavljen je u kadrovsko zapovjedništo i imenovan general bojnikom (OF-7). Godine 1846. postaje 'Feldmarschall-Leutnant' (podmaršal) (OF-8), 1849. 'Generaldirektor' (glavni zapovjednik) i 1854. 'Feldzeugmeister' (glavni zapovjednik topništva) (OF-9).

## Zanimljivosti
Iako nije tečno govorio hrvatski, na svom radnom stolu je držao Gundulićeva Osmana. Na upite svojih suvremenika o tome odgovarao je: Držim da u ovoj knjizi stoji najveća slava moga naroda i moje domovine. Po svojoj osobnoj želji, iako je umro u carskom Beču, ukopan je u obiteljskoj kapelici sv. Bernarda na Batahovini, u neposrednoj blizini Dubrovnika, a srce mu je našlo mir u dubrovačkoj katedrali gdje i danas stoji epitaf na zidu nasuprot onomu u spomen na Ruđera Boškovićeva. Ivo Kaznačić na upit o tome odgovara: 'Pustite da jedna strana stolne crkve prikazuje Dubrovnik stari, a druga Dubrovnik sadašnji'.